# 9809 Jimdarwin
9809 Jimdarwin eller 1998 RZ5 är en asteroid i huvudbältet som upptäcktes den 13 september 1998 av LONEOS vid Anderson Mesa Station. Den är uppkallad efter James L. Darwin.